# Хэнкок, Дэйв
Дэйв Хэнкок (англ. Dave Hancock; род. 10 августа 1955, Форт-Резолюшн, Северо-Западные территории) — канадский государственный и политический деятель. В 2014 году занимал должность премьера Альберты. С 2017 года работает судьей провинциального суда Альберты. С 1997 по 2014 год был членом Законодательного собрания Альберты, представляя Эдмонтон-Уайтмуд как прогрессивный консерватор, пока не объявил о своей отставке 12 сентября 2014 года.

## Биография
Родился 10 августа 1955 года в Форт-Резолюшн, Северо-Западные территории, вырос в Хейзелтоне, Британская Колумбия, ходил в среднюю школу в Форт-Вермилионе, Альберта, прежде чем переехать в Эдмонтон в 1972 году. Поступил в Альбертский университет, чтобы получить степень бакалавра. В 1975 году получил степень доктора политических наук. Он был членом братства Phi Gamma Delta в Университете Альберты.
После объявления об отставке Элисон Редфорд как лидера «Прогрессивно-консервативной партии», так и премьера, 20 марта 2014 года назначен временным лидером партии, и с доверием со стороны большинства Законодательного собрания был назначен премьером Альберты. Приведен к присяге в Доме правительства 23 марта 2014 года.
Присутствовал на праздничных мероприятиях в правительстве 13 февраля 2017 года. Пошутил на церемонии, сказав, что его премьерство было лучшей летней работой, которая у него когда-либо была. Присутствовавшие политики воздали должное работе Дэйва Хэнкока в Законодательном собрании для принятия законов, и его длительному пребыванию в правительстве и в кабинете министров.

## Личная жизнь
Живет в Эдмонтоне со своей женой Джанет, которая работает директором средней школы Лилиан-Осборн. У пары трое детей.